# Juan José Bonel y Orbe
Juan José Bonel y Orbe (Pinos del Rey, 17 de março de 1782 - Madrid, 11 de fevereiro de 1857) foi um cardeal do século XIX.

## Biografia
Nasceu em Pinos del Rey em 17 de março de 1782. Filho de Nicolás Bonel y Martín (1751-?), governante perpétuo de Pinos del Valle, e Ana María Orbe y Orbe Aguado y López de Guzmán (1755-1822).
Estudou na Universidade de Granada, onde obteve o doutorado em direito canônico.
Ordenado em 1805. Pároco da Paróquia São Pedro e São Paulo, Granada. Na diocese de Málaga, administrador diocesano; cânone doutoral de seu cabido catedrático. Apresentado pelo rei da Espanha para a Sé de Ibiza em 1830, mas não recomendado pelo papa.
Eleito bispo de Málaga, em 28 de fevereiro de 1831. Consagrado, domingo, 12 de junho de 1831, catedral metropolitana de Granada, por Blas Joaquín Álvarez de Palma, arcebispo de Granada, coadjuvado por Antonio Sánchez Mata, ex-bispo de La Paz e abade de Alcalá la Real, e por José Uraga Pérez, bispo de Guadix. Transferido para a sede de Córdoba, em 29 de junho de 1833. Membro da Câmara de Próceres do reino, 1834-1835. Senador por Almería, 1837. Promovido à sede metropolitana de Granada, 18 de outubro de 1838. Senador pelas províncias de Granada, 1838. Vice-presidente do Senado, 1838-1839. Nomeado patriarca das Índias Ocidentais em 1839, pelo governo espanhol sem a aprovação papal porque as relações diplomáticas foram rompidas. Essa sé titular ainda era ocupada pelo Patriarca Antonio Allué y Sessé. Senador por Granada, 1840. Senador vitalício desde 1845. Promovido à sede primacial e metropolitana de Toledo, 4 de outubro de 1847.
Criado cardeal sacerdote no consistório de 30 de setembro de 1850; recebeu chapéu vermelho e título de S. Maria della Pace, 30 de novembro de 1854.
Morreu em Madrid em 11 de fevereiro de 1857. Exposto em Madrid e sepultado na capela de Santiago  num nicho da parede sul, na catedral primacial e metropolitana de Toledo